# Jakob Philipp Kulik
Jakob Philipp Kulik   (Lviv, 1 de maig de 1793 - Praga, 28 de febrer de 1863) fou un matemàtic austríac conegut per les seves taules numèriques. Els seus noms es poden trobar escrit de diverses formes: Iakob, Jakub, Philip, Filip, ...

## Vida i Obra
Kulik va néixer a Lemberg (Galítsia) quan aquesta ciutat pertanyia a l'Imperi Austríac (la ciutat ha anat canviant de nom en funció dels seus dominadors: Leopolis, Lwów, Lvov i ara és Lviv (Ucraïna). Va estudiar en aquesta ciutat, primer filosofia (1810-1811) i després dret (1812-1814), però el seu interès estava en les matemàtiques.

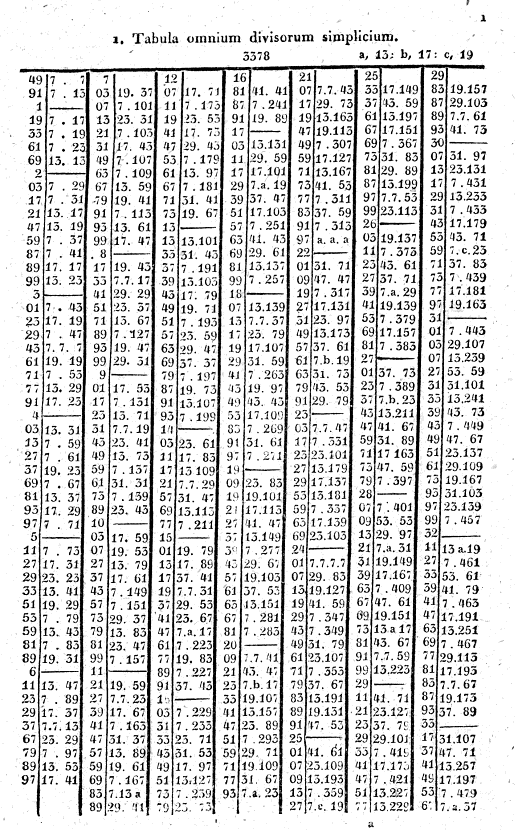
Primera pàgina de la taula de factors del seu Handbuch mathematischer Tafeln de 1824.

A continuació va ser professor a les escoles secundàries de Olomouc (1814) i Graz (1816). En aquesta ciutat va obtenir el doctorat el 1822 amb una tesi sobre l'Arc de Sant Martí. A partir de 1826 va ser professor de la universitat de Praga.
Kulik va dedicar la major part de la seva vida a la computació de taules matemàtiques (quan s'havien de fer a ma perquè existien calculadores). La seva obra més monumental és la taula de factors de tots els enters des de 1 fins a 100 milions, una obra ingent (més de 4000 pàgines) que no es va arribar a publicar, però de la qual es conserva el manuscrita a l'Acadèmia Austríaca de Ciències a Viena, tot i que s'ha perdut el segon volum que anava des del 12.642.600 al 22.852.800.
També va publicar llibres de text d'anàlisi matemàtica (1831) i de mecànica (1846).